# SN 2003ex
SN 2003ex – supernowa odkryta 26 marca 2003 roku w galaktyce A132732+0531. W momencie odkrycia miała maksymalną jasność 19,10m.